# Rineloricaria formosa
Rineloricaria formosa är en fiskart som beskrevs av Isaac J.H. Isbrücker och Nijssen, 1979. Rineloricaria formosa ingår i släktet Rineloricaria och familjen Loricariidae. Inga underarter finns listade i Catalogue of Life.